# Nordsprung
Nordsprung nennt man ein (theoretisches) Problem in der Meteorologie, das sich bei der Mittelwertbildung aus statistischen Winddaten ergibt:
Der arithmetische Mittelwert aus den Himmelsrichtungen 350° und 10°, also fast Nord, beträgt 180°, also genau Süd (350+10=360; 360/2= 180). 
In diesem Extrembeispiel wird aus Nordwind theoretisch ein Südwind. Das resultiert daraus, dass 360° auf der Windrose identisch mit 0° sind. Die einfache Mittelwertbildung ist daher nicht zulässig.
Abhilfe bietet die Vektorrechnung (Komponentenzerlegung): 
{\displaystyle x=\cos \varphi }
{\displaystyle y=\sin \varphi }
{\displaystyle x} und {\displaystyle y} Werte sind getrennt zu addieren und dann entsprechend wieder in Polarkoordinaten umzurechnen.